# Tortuga bastarda
La tortuga bastarda (Lepidochelys kempii) és una espècie de tortuga marina americana de la família Cheloniidae en perill d'extinció. És present a l'oceà Atlàntic des de Terranova fins a Veneçuela, havent-se trobat per tot el Carib i el Golf de Mèxic.

## Morfologia
La tortuga bastarda és una petita tortuga marina, arriba a la maduresa sexual als 61-91 cm de llarg i a una mitjana de pes de només 45 quilograms. Com és típic de les tortugues marines, té un cos deprimit dorsoventralment especialment adaptades com aletes enfront de les extremitats. Igual que altres tortugues marines posseeix un bec corni.
Aquestes tortugues canvien de color a mesura que maduren. Les cries són gairebé íntegrament de color gris fosc o negre, però els adults madurs tenen un plastró groc-verd o blanc i una closca de color gris verdós. Arriben a la maduresa sexual a l'edat de 7-15 anys.

## Ecologia
La tortuga bastarda s'alimenta de mol·luscs, crustacis, meduses, algues i eriçons de mar. Les tortugues joves tendeixen a viure en llits flotants d'algues els seus primers anys. A continuació, s'estenen entre el nord-oest de les aigües de l'Atlàntic i el Golf de Mèxic durant el seu creixement cap a la maduresa sexual.